# Basin (Wyoming)
Basin is een plaats (town) in de Amerikaanse staat Wyoming, en valt bestuurlijk gezien onder Big Horn County.

## Demografie
Bij de volkstelling in 2000 werd het aantal inwoners vastgesteld op 1238.
In 2006 is het aantal inwoners door het United States Census Bureau geschat op 1242, een stijging van 4 (0,3%).

## Geografie
Volgens het United States Census Bureau beslaat de plaats een oppervlakte van
5,3 km², waarvan 5,2 km² land en 0,1 km² water.

## Plaatsen in de nabije omgeving
De onderstaande figuur toont nabijgelegen plaatsen in een straal van 60 km rond Basin.